# Theridion charitonowi
Theridion charitonowi là một loài nhện trong họ Theridiidae.
Loài này thuộc chi Theridion. Theridion charitonowi được Lodovico di Caporiacco miêu tả năm 1949.